# Wincenty Rapacki (1865–1943)

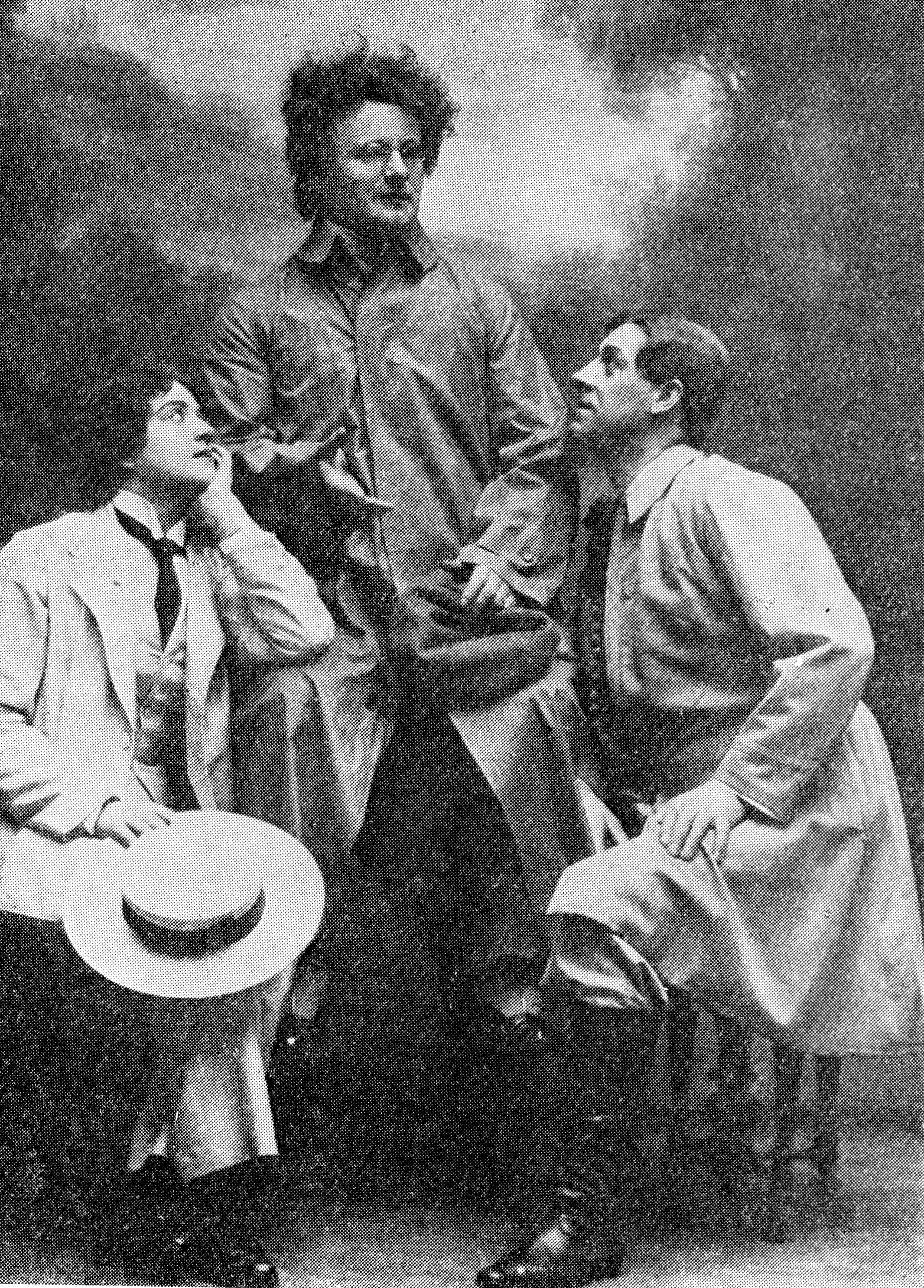
Kazimiera Niewiarowska, Wincenty Rapacki (syn) i Władysław Szczawiński w Chwili szczęścia, 1909

Wincenty Rapacki (ur. 6 czerwca 1865 w Krakowie, zm. 16 stycznia 1943 w Warszawie) – polski aktor teatralny, filmowy, śpiewak i kompozytor. Autor licznych tekstów, muzyki, piosenek i operetek. Tłumacz librett operetkowych.

## Życiorys
Ukończył warszawskie gimnazjum i studia wokalne u swej ciotki Honoraty Majeranowskiej. Debiutował w 1887 w Warszawskich Teatrach Rządowych i został zaangażowany do zespołu operetki. Był w jej zespole w latach 1888–1895. Od 1895 roku grał w Łodzi. W latach 1898–1900 był członkiem zespołu teatralnego Adolfiny Zimajer. Po powrocie do Warszawy w 1900 aż do 1915 ponownie występował na deskach Warszawskich Teatrach Rządowych.
Podczas I wojny światowej występował w Moskwie, Kijowie, Petersburgu. Wróciwszy do kraju w 1919 grał na scenach Teatru Letniego, Nowego i Narodowego. Grał również w filmach.
W okresie dwudziestolecia międzywojennego występował w warszawskich teatrach kabaretowych: „Czarnym Kocie” i „Sfinksie”. Od 1921 do wybuchu II wojny światowej grał przede wszystkim w Teatrze Letnim, poza tym w Teatrze Polskim i Narodowym. Sporadycznie występował na deskach teatrów rewiowych: „Morskiego Oka” i „Wielkiej Rewii”, zagrał także w kilku filmach.
Był jednym z najczynniejszych tłumaczy i adaptatorów – przełożył na język polski libretta siedemdziesięciu dwóch operetek. Pisał również dramaty, anegdoty teatralne, poezje. Był autorem słów piosenek do filmu Strachy z 1938.
Za wieloletnią działalność na polu polskiej sztuki dramatycznej, 29 grudnia 1921 został odznaczony Krzyżem Oficerskim Orderu Odrodzenia Polski.
Pochowany został na cmentarzu Powązkowskim (kwatera A-4-28).
Pochodził z rodziny aktorskiej. Był synem pary aktorskiej Wincentego i Józefiny Rapackich, bratem aktorek – Honoraty Leszczyńskiej i Róży Rapackiej. Jego małżonką była Helena Zimajer a dziećmi – Adam Rapacki, śpiewak i kompozytor oraz Halina Rapacka, śpiewaczka i aktorka kabaretowa.

## Filmografia
- 1911 – Dzień kwiatka
- 1911 – Skandal na ulicy Szopena, jako uwodziciel
- 1919 – Dla szczęścia, jako Jan Żdżarski
- 1924 – Miłość przez ogień i krew, jako dyrektor teatru
- 1933 – 10% dla mnie
- 1936 – Pan Twardowski
- 1936 – Papa się żeni

## Spektakle (wybór)
- Zemsta nietoperza, 1909 Teatr Nowości
- Chwila szczęścia, 1909 Teatr Nowości
- Mały Faust, 1909 Teatr Nowości
- Mimi, 1909 Teatr Nowości
- Rozwódka, 1909 Teatr Nowości
- Życie paryskie, 1912 Teatr Nowości
- Tralalia, 1912 Teatr Nowości
- Teatralna ciocia, 1914 Teatr Nowości

## Twórczość (wybór)

### Piosenki
- À la Watteau : cudne szmaragdów kobierce : piosnka na jeden głos z towarzyszeniem fortepianu
- Andzia
- Babunia śpi
- Czarny kot
- Gdzie Chłopaczek tam Dziewczynka
- Kołysanka
- Mania
- Odpowiedź Andzi
- Róże : piosenka na jeden głos z towarzyszeniem fortepianu
- Co śpiewa Warszawa! : pieśni, piosenki i śpiewy z najnowszych oper i operetek, 1907

### Operetki
- Kobieta-wąż : operetka w 3 aktach : kuplety Zuzi
- Tryl djabelski : operetka w 1 akcie
- Szeregowcy na urlopie
- Próba miłości
- Zgnieciony cylinder
- Polska piosenka
- Śmierć Sherlocka Holmesa
- Tylko jedno słowo
- Romans z porcelaną

### Dramaty
- Pan Bonifacy: Farsa w 1 akcie, 1893
- Monolog zakochanej, 1984
- W starym piecu - dyabeł pali: Komedyjka w jednym akcie, 1984
- Miłość i sztuka : obrazek w 1 akcie, 1895 (grany na scenie poznańskiej 28 lutego 1895r.)
- Zakochana majstrowa : komedia ze śpiewami i tańcami w 3 aktach z epilogiem według opowieści Wincente
- Chwila szczęścia, 1914
- Czarujący emeryt
- Ja tu rządzę: Krotochwila w trzech aktach
- Papa się żeni, 1926
- Jubileusz mistrza, 1936
- Rybie wesele
- Wesoła buda (wspólnie z Cyrylem Danielewskim i Krogulcem)

### Proza
- Humoreski, 1907 (satyra)
- Piosenki, kuplety, djalogi, monologi, fraszki, 1909 (satyra)
- Tygrys Bengalski: Humoreski, 1925 (opowiadania)
- Romans pani majstrowej, 1926
- Anegdoty teatralne, 1930 (wspomnienia)
- Wielka miłość: Powieść, 1937